# فری‌ردیوس
فری‌ردیوس یک مجموعه رایگان ردیوس ماژولار و با کارایی بالا است که تحت مجوز عمومی گنو، نسخه ۲ توسعه و توزیع شده‌است و برای دانلود و استفاده رایگان است. مجموعه فری‌ردیوس شامل یک سرور ردیوس، یک کتابخانه سرویس گیرنده ردیوس با مجوز بی‌اس‌دی، یک کتابخانه PAM، یک ماژول آپاچی و چندین ابزار و کتابخانه‌های توسعه مرتبط با ردیوس است.
در بیشتر موارد، کلمه " فری‌ردیوس " به سرور منبع باز ردیوس رایگان این مجموعه اشاره دارد.
فری‌ردیوس محبوب‌ترین سرور منبع باز ردیوس و پرکاربردترین سرور ردیوس در جهان است. از همه پروتکل‌های احراز هویت رایج پشتیبانی می‌کند و سرور با یک ابزار مدیریت کاربر وب مبتنی بر PHP به نام دایل آپ ادمین ارائه می‌شود. این مبنای بسیاری از محصولات و خدمات تجاری ردیوس است، مانند سیستم‌های تعبیه‌شده، لوازم ردیوس که از کنترل دسترسی به شبکه و وایمکس پشتیبانی می‌کنند. این نیازهای AAA بسیاری از شرکت‌های Fortune-500، مخابرات و ISPهای ردیف ۱ را تأمین می‌کند. همچنین به‌طور گسترده در جامعه دانشگاهی از جمله اِدیورُم استفاده می‌شود. سرور سریع، دارای ویژگی‌های غنی، ماژولار و مقیاس پذیر است.

## تاریخ
فری‌ردیوس در اوت ۱۹۹۹ توسط آلن دکوک و میکل ون اسمورنبورگ راه اندازی شد. میکل قبلاً سرور سیسترون ردیوس را نوشته بود که پس از عدم نگهداری سرور لیوینگستون، استفاده گسترده‌ای پیدا کرد. فری‌ردیوس برای ایجاد یک سرور ردیوس جدید، با استفاده از یک طراحی ماژولار که مشارکت فعال تر جامعه را تشویق می‌کند، آغاز شد.
از نوامبر ۲۰۱۴، پروژه فری‌ردیوس دارای سه عضو اصلی تیم است: آلن دکوک (رهبر پروژه)، آران کودبارد-بل (معمار اصلی)، و متیو نیوتن.
آخرین نسخه اصلی فری‌ردیوس ۳ است. فری‌ردیوس ۳ شامل پشتیبانی از ردیوس از طریق TLS، از جمله رِدسِک، یک ماژول rlm_ldap کاملاً بازنویسی شده، و صدها پیشرفت جزئی سازگاری و قابلیت استفاده است. آخرین نسخه بالغ برای ثبات به جای ویژگی‌ها حفظ می‌شود.
نسخه اصلی قبلی v2.2.x وارد فاز نهایی چرخه عمر خود شده‌است و اکنون فقط رفع‌های امنیتی دریافت می‌کند
یک نظرسنجی در سال ۲۰۰۶ نشان داد که تعداد کاربران آن در مجموع ۱۰۰ میلیون نفر است.

## امکانات
ماژول‌های موجود با هسته سرور از ال‌دپ، مای‌اس‌کیوال، پُستگرس‌کیوال، اوراکل و بسیاری از پایگاه‌های داده دیگر پشتیبانی می‌کنند. از همه انواع محبوب احراز هویت EAP، از جمله PEAP و EAP-TTLS پشتیبانی می‌کند. بیش از ۱۰۰ فرهنگ لغت فروشنده گنجانده شده‌است که سازگاری با طیف گسترده‌ای از دستگاه‌های NAS را تضمین می‌کند.
نسخه ۲٫۰٫۰ پشتیبانی از میزبانی مجازی، IPv6، VMPS و یک زبان خط مشی جدید را اضافه کرد که بسیاری از تنظیمات پیچیده را ساده می‌کند.

## ابزارهای مدیریتی
- daloRADIUS: یک برنامه مدیریت مبتنی بر وب با هدف مدیریت نقاط مهم و استقرار ISP. با رابط کاربری آسان مدیریت، گزارش گرافیکی زیبا، حسابداری، همچنین موتور صورتحساب و ادغام با گوگل مپس برای مکان‌یابی جغرافیایی.
- phpRADmin: ابزاری نوشته شده به زبان PHP که برای مدیریت و ارائه فری‌ردیوس از طریق وب با MySQL به عنوان بَکِند طراحی شده‌است.
- Dialup Admin: یک رابط وب قدرتمند نوشته شده با PHP با فری‌ردیوس برای مدیریت کاربران شعاع ارائه می‌شود. دایل آپ ادمین از کاربران در اس‌کیوال (مای‌اس‌کیوال یا پُستگرس‌کیوال پشتیبانی می‌شود) یا در LDAP پشتیبانی می‌کند. دیگر تحت توسعه فعال نیست.
- ezRadius: برنامه مدیریت مبتنی بر وب. هدف اصلی این است که یک برنامه مدیریتی ساده مبتنی بر وب برای سرور شعاع یا مدیر هات اسپات ارائه دهد. فری‌ردیوس باید برای استفاده از MySQL به عنوان بَکِند پیکربندی شود.
- RADIUSdesk: RADIUSdesk از سال ۲۰۱۲ به عنوان ابزاری برای مدیریت اینترنت بی‌سیم توسعه یافته‌است و از آن زمان تاکنون در حال توسعه فعال بوده‌است.

| نرم‌افزار                 | صفحه نخست                                      | نسخه           | تاریخ انتشار  |
| phpMyPrepaid             | https://sourceforge.net/projects/phpmyprepaid/ | RC3            | ۲۰۱۶/۰۷/۲۴    |
| دالوردیوس                | https://github.com/lirantal/daloradius         | ۱٫۰٫۰          | ۶ آوریل ۲۰۱۹  |
| Dialupadmin FreeRADIUS   | https://sourceforge.net/projects/dialup-admin/ | ۱٫۶۲           | ۲۳ ژوئیه ۲۰۱۶ |
| Hotcakes Hotspot Manager | http://hotcakes.sourceforge.net/               |                |               |
| EasyHotspot              | https://sourceforge.net/projects/easyhotspot/  | ۰٫۲            | ۱۰ ژوئن ۲۰۱۳  |
| phpRADmin                | https://sourceforge.net/projects/phpradmin/    | ۰٫۰٫۱ پیش آلفا | ۲۳ مه ۲۰۱۳    |
| پنل اداری                | https://sourceforge.net/projects/admin-panel/  | ۱٫۰۱           | ۲۰۱۵/۰۶/۰۸    |
| ezRADIUS                 | https://sourceforge.net/projects/ezradius/     | ۰٫۲٫۱          | ۳ مه ۲۰۱۳     |
| freeradius-web-ui        | https://github.com/arch-lamp/freeradius-web-ui | ۱٫۰            | ۲۰۱۵/۰۱/۲۰    |
| میز RADIUS               | https://sourceforge.net/projects/radiusdesk/   | ۲۰۱۶-۵-۰       | ۱۱ ژوئن ۲۰۱۶  |
| مدیر شعاع                | http://www.dmasoftlab.com/                     | ۴٫۱٫۱۵ (تجاری) |               |
| سرایدار ردیوس IMBS       | https://janitorradius.com/                     | ۲٫۱٫۱ (تجاری)  |               |

## یادداشت
1. ↑  https://freeradius.org/release_notes/?br=3.2.x&re=3.2.1 Version 3.2.1 has been released.
2. ↑  "Wiki Home". wiki.freeradius.org.
3. 1 2  "2006 User Server Survey". FreeRADIUS. Retrieved 2009-10-07.
4. ↑  "FreeRADIUS: The world's most popular RADIUS Server - About". freeradius.org. Retrieved 2014-11-12.
5. ↑  "FreeRADIUS: The world's most popular RADIUS Server - Downloads". freeradius.org. Retrieved 2015-07-31.
6. ↑  "2006 User Server Survey". FreeRADIUS. Retrieved 2009-10-07.